# Iris Cochón
Iris Cochón Otero, nacida en 1968, es una teórica y crítica literaria. Licenciada en Filología Hispánica y Gallego-Portuguesa por la Universidad de Santiago de Compostela , ejerció como profesora asociada en el área de Teoría de la Literatura y Literatura Comparada en la Universidad de Santiago de Compostela hasta el año 2012.

## Obra
- Con pólvora e magnolias de X. L. Méndez Ferrín. Xerais, 1997.

Colaboró en las obras colectivas:
- Edición de Cadernos (1938-1948): escolma de Castelao. Galaxia, 1993.
- Diccionario da literatura galega. Galaxia, 1995-2000.
- Elementos de crítica literaria. Xerais, 2005.

Como antóloga:
- Upalás: escolma. Xerais, 1998. Antoloxía do Grupo poético Rompente, con Helena González
- Un Ganges de palabras (Colección Puerta del mar, CEDMA, Málaga, 2003). Antoloxía bilingüe galego-español de Chus Pato.